# 1977 في الولايات المتحدة
فيما يلي قوائم الأحداث التي وقعت خلال عام 1977 في الولايات المتحدة.

## أحداث
- 4 أبريل – الخطوط الجوية الجنوبية رحلة 242

## سياسة

### تعيين في المنصب
- 1 يناير – بول سيلوتشى عضو مجلس نواب ماساتشوستس.
- 1 يناير – جيري سبرينغر عمدة سينسيناتي، أوهايو.
- 1 يناير – روبرت بيرد Majority leader [الإنجليزية]‏.
- 3 يناير – أورين هاتش غرانت عضو مجلس الشيوخ الأمريكي.
- 3 يناير – باربرا مايكولسكي عضو مجلس النواب الأمريكي.
- 3 يناير – بول ساربانس عضو مجلس الشيوخ الأمريكي.
- 3 يناير – جون هاينز عضو مجلس الشيوخ الأمريكي.
- 3 يناير – جيم دويل مقاطعة دان.
- 3 يناير – دان جليكمان عضو مجلس النواب الأمريكي.
- 3 يناير – دان كويل عضو مجلس النواب الأمريكي.
- 3 يناير – دانيال باتريك موينيهان عضو مجلس الشيوخ الأمريكي.
- 3 يناير – سكوت ميلن ماثيسون حاكم يوتا [الإنجليزية]‏.
- 3 يناير – نيك رحال عضو مجلس النواب الأمريكي.
- 3 يناير – هاريسون شميت عضو مجلس الشيوخ الأمريكي.
- 8 يناير – جيم هنت حاكم كارولينا الشمالية [الإنجليزية]‏.
- 17 يناير – جاي روكفلر حاكم فرجينيا الغربية [الإنجليزية]‏.
- 20 يناير – جودي باول السكرتير الصحفي للبيت الأبيض.
- 20 يناير – جيمي كارتر رئيس الولايات المتحدة.
- 20 يناير – روزالين كارتر السيدة الأولى للولايات المتحدة.
- 20 يناير – زبغنيو بريجينسكي مستشار الأمن القومي الأمريكي.
- 20 يناير – سايرس فانس وزير الخارجية الأمريكي.
- 21 يناير – أنتوني ليك Director of Policy Planning [الإنجليزية]‏.
- 21 يناير – هارولد براون وزير الدفاع الأمريكي.
- 23 يناير – سيسل أندروس وزير داخلية الولايات المتحدة.
- 23 يناير – مايكل بلومنتال وزير الخزانة الأمريكي.
- 26 يناير – جريفين بيل نائب عام الولايات المتحدة.
- 1 فبراير – كليفورد ألكسندر، الابن وزير الجيش الأمريكي [الإنجليزية]‏.
- 26 فبراير – وارن كريستوفر نائب وزير خارجية الولايات المتحدة [الإنجليزية]‏.
- 6 أغسطس – جيمس شليسنجر وزير الطاقة الأمريكي.
- 20 أكتوبر – ويسلي بولين حاكم ولاية أريزونا [الإنجليزية]‏.

### انتهاء فترة المنصب
- 1 يناير – جيم إنهوف عضو مجلس ولاية أوكلاهوما.
- 3 يناير – بيل بروك عضو مجلس الشيوخ الأمريكي.
- 3 يناير – جوزيف مونتويا عضو مجلس الشيوخ الأمريكي.
- 3 يناير – جون هاينز عضو مجلس النواب الأمريكي.
- 3 يناير – جيمس باكلي عضو مجلس الشيوخ الأمريكي.
- 3 يناير – رون بول عضو مجلس النواب الأمريكي.
- 8 يناير – جيم هنت نائب حاكم شمال كارولينا [الإنجليزية]‏.
- 12 يناير – دانييل جاكسون إيفانز حاكم واشنطن [الإنجليزية]‏.
- 20 يناير – إدوارد هيرش ليفي نائب عام الولايات المتحدة.
- 20 يناير – إليوت ريتشاردسون وزير التجارة الأمريكي.
- 20 يناير – برنت سكوكروفت مستشار الأمن القومي الأمريكي.
- 20 يناير – بيتي فورد السيدة الأولى للولايات المتحدة.
- 20 يناير – جورج بوش الأب مدير الاستخبارات المركزية.
- 20 يناير – جيرالد فورد رئيس الولايات المتحدة.
- 20 يناير – دونالد رامسفيلد وزير الدفاع الأمريكي.
- 20 يناير – روبرت بورك النائب العام للولايات المتحدة [الإنجليزية]‏.
- 20 يناير – هنري كسنجر وزير الخارجية الأمريكي.
- 22 يناير – وليام سايمون وزير الخزانة الأمريكي.
- 29 يناير – أندرو يونغ عضو مجلس النواب الأمريكي.
- 20 أكتوبر – ويسلي بولين وزير خارجية أريزونا [الإنجليزية]‏.

## رياضة
- 1 يناير – أمريكا المفتوحة 1977
- 2 أكتوبر – جائزة الولايات المتحدة الكبرى 1977 الفائز جيمس هانت.

## ظهور
- 1 يناير – بانك
- 1 يناير – رائد الأعمال
- 1 يناير – فيلدج بيبيل
- 1 يناير – مجلة هيفي ميتال مجلة أمريكية مصورية (هزلية) في الخيال العلمي والفنتازيا.
- 1 يناير – نويز روك

## أفلام
من الأفلام التي صدرت هذه السنة في الولايات المتحدة:
- 1 يناير – أبطال من إخراج جيريمي كاغان.
- 1 يناير – أنت تضيئين حياتي من إخراج جوزيف بروكس (ملحن).
- 1 يناير – اضحك مع ديك وجين من إخراج تيد كوتشيف.
- 1 يناير – الأحد الأسود من إخراج جون فرانكنهايمر.
- 1 يناير – الأعظم من إخراج مونتي هيلمان، Tom Gries [الإنجليزية]‏.
- 1 يناير – المنفذ من إخراج جيمس فارجو.
- 1 يناير – بذرة الشيطان من إخراج Donald Cammell [الإنجليزية]‏.
- 1 يناير – بوبي ديرفيلد من إخراج سيدني بولاك.
- 1 يناير – جوليا من إخراج فريد زينمان.
- 1 يناير – جيزمو من إخراج هوارد سميث (مخرج).
- 1 يناير – رأس ممحاة من إخراج ديفيد لينش.
- 1 يناير – فتاة الوداع من إخراج هربرت روس.
- 1 يناير – ليلة موسيقية قصيرة من إخراج هارولد برنس.
- 1 يناير – من القبور - الوقت وكنوز
- 1 يناير – نقطة التحول من إخراج هربرت روس.
- 1 يناير – نهاية العالم من إخراج John Hayes (director) [الإنجليزية]‏.
- 1 يناير – نيويورك، نيويورك من إخراج مارتن سكورسيزي.
- 1 يناير – يا إلهي! من إخراج كارل راينر.
- 18 يناير – ضخ الحديد من إخراج جورج باتلر (كاتب).
- 7 فبراير – سائق التاكسي من إخراج مارتن سكورسيزي.
- 11 فبراير – بحثا عن فلك نوح من إخراج جيمس إل. كونواي.
- 20 أبريل – آني هال من إخراج وودي آلن.
- 25 مايو – حرب النجوم من إخراج جورج لوكاس.[1]
- 16 نوفمبر – لقاءات قريبة من النوع الثالث من إخراج ستيفن سبيلبرغ، ليزلي والر.[2]
- 21 نوفمبر – روكي من إخراج جون أفليدسن.
- 16 ديسمبر – حمى ليلة السبت من إخراج جون بادهام.[3]

## برامج ومسلسلات وأنمي
- عالم آخر
- ون داي آت أتايم
- كولمبو
- ذا جيفرسونز
- مسلسل ملائكة تشارلي
- مودي
- حي السيد روجرز
- أز ذا وورلد تيرنز
- أيام سعيدة
- بيت صغير على المرج
- هاواي فايف أو
- أليس
- ثريز كومباني
- غايدنغ لايت

## موسيقى

### ألبومات
من الألبومات التي صدرت هذه السنة في الولايات المتحدة:
- 21 أكتوبر – بات أوت أوف هيل من غناء ميت لوف.

## كتب
من الكتب التي صدرت هذه السنة في الولايات المتحدة:
- 1 يناير – البريق من تأليف ستيفن كينغ.
- 1 يناير – دلتا فينوس من تأليف أناييز نين.
- 1 يناير – قطار منتصف الليل من تأليف بيلي هايز.
- 1 يناير – هاجرية من تأليف باتريشيا كرون.
- 1 يناير – وجه الخوف من تأليف دين كونتز.
- 21 أكتوبر – جسر إلى تيرابيثيا من تأليف كاترينا باتيرسون.

## مواليد

### يناير
- 1 يناير – إيان دوشر[4]
- 1 يناير – براندي كلارك مغنية كنتري.
- 1 يناير – بين جونز كاتب من الولايات المتحدة الأمريكية.
- 1 يناير – جون آشر جونسون عالم فلك أمريكي.
- 1 يناير – دانييلا سي
- 1 يناير – كارينا فانس مافلا
- 1 يناير – مارك دايس
- 4 يناير – داني بيريز راميريز ملاكم من الولايات المتحدة الأمريكية.
- 6 يناير – آدريان وايدويتز[5]
- 8 يناير – أمبر بنسون[6]
- 9 يناير – سكوني بن لاعب كرة سلة أمريكي.
- 10 يناير – أيه جاي برامليت لاعب كرة سلة أمريكي.[7]
- 13 يناير – جيمس بوسي لاعب كرة سلة أمريكي.
- 14 يناير – ياندل
- 16 يناير – جيف فوستر لاعب كرة سلة أمريكي.
- 18 يناير – إنايا داي مغنية من الولايات المتحدة الأمريكية.
- 19 يناير – روب ديلاني
- 21 يناير – مايكل روفين لاعب كرة سلة أمريكي.
- 26 يناير – جستين جيملستوب لاعب كرة مضرب من الولايات المتحدة.
- 26 يناير – فينس كارتر لاعب كرة سلة أمريكي.
- 28 يناير – جوي فاتون[8]
- 29 يناير – إدي شانون لاعب كرة سلة من الولايات المتحدة الأمريكية.
- 29 يناير – جستن هارتلي ممثل أمريكي.
- 30 يناير – آدم ميناروفيتش
- 31 يناير – إدوارد غوستافسون لاعب كرة قدم سويدي.[9]
- 31 يناير – بوبي موينيهان[10]
- 31 يناير – توري إدواردس
- 31 يناير – كيري واشنطن ممثلة أمريكية.[11]

### فبراير
- 1 فبراير – روبرت ترايلور لاعب كرة سلة أمريكي.[12]
- 1 فبراير – لاري كيتنير لاعب كرة سلة أمريكي.
- 3 فبراير – دادي يانكي[13]
- 3 فبراير – ميتلاند وارد
- 6 فبراير – جوش ستيوارت ممثل أمريكي.[14]
- 8 فبراير – بوتش هول
- 8 فبراير – ديف فاريل موسيقي أمريكي.
- 9 فبراير – درو درويج
- 11 فبراير – مايك شينودا موسيقي أمريكي.
- 12 فبراير – جيمي كونراد لاعب كرة قدم أمريكي.[15]
- 12 فبراير – رايلين ممثلة اباحية أمريكية.[16]
- 14 فبراير – ريكو هيل لاعب كرة سلة أمريكي.[17]
- 16 فبراير – بول بريتين
- 17 فبراير – أدريان ويليامز سترونغ لاعبة كرة سلة أمريكية.
- 17 فبراير – براندي ريد لاعبة كرة سلة أمريكية.
- 18 فبراير – آيك بارينهولتز
- 18 فبراير – خوسيه خوان كوتو ملاكم من الولايات المتحدة الأمريكية.
- 20 فبراير – ستيفون ماربوري لاعب كرة سلة من الولايات المتحدة الأمريكية.
- 21 فبراير – إيتورو أوموه كولمان
- 21 فبراير – ستيف فرانسيس لاعب كرة سلة أمريكي.
- 21 فبراير – كيفين روز
- 24 فبراير – فلويد مايويذر جونيور ملاكم من الولايات المتحدة الأمريكية.[18][18]
- 25 فبراير – جوش وولف لاعب كرة قدم أمريكي.[19]
- 26 فبراير – تيم توماس لاعب كرة سلة أمريكي.
- 26 فبراير – ستيف فوربس ملاكم من الولايات المتحدة الأمريكية.
- 28 فبراير – لانس هويت

### مارس
- 1 مارس – آدم هاس ممثل أمريكي.
- 2 مارس – دومينيك كانتي
- 4 مارس – دان ويلز[20]
- 6 مارس – جون سيليستاند لاعب كرة سلة أمريكي.
- 8 مارس – جيمس فان دير بيك[21]
- 8 مارس – مايكل تارفير مصارع محترف من الولايات المتحدة الأمريكية.
- 10 مارس – بري تيرنر
- 10 مارس – روبن ثيكي موسيقي أمريكي.[22]
- 10 مارس – شانون ميلر[23]
- 11 مارس – بيكي هامون
- 12 مارس – كميل اندرسون
- 13 مارس – أنتوني شولر ملاكم من الولايات المتحدة الأمريكية.
- 15 مارس – جو هان موسيقي أمريكي.
- 24 مارس – جيسيكا شاستاين ممثلة أمريكية.[24]
- 26 مارس – بيانكا كاجليش ممثلة أمريكية.[25]
- 27 مارس – إلياس لاري أيوسو لاعب كرة سلة بورتوريكي.
- 27 مارس – ماليا جونس
- 29 مارس – كريستينا براندي لاعبة كرة مضرب بورتوريكية.
- 31 مارس – خورخي آلبرتي ممثل بورتوريكي.
- 31 مارس – كال بودلر

### أبريل
- 1 أبريل – تانجيلا سميث لاعبة كرة سلة أمريكية.
- 5 أبريل – زاك باجانز
- 6 أبريل – تيدي سيرز ممثل أمريكي.
- 6 أبريل – جيانا جيسين
- 7 أبريل – بي جاي ماكي لاعب كرة سلة أمريكي.
- 8 أبريل – سارة شيبارد
- 9 أبريل – جيرارد آرثر واي[26]
- 10 أبريل – ستيفاني شيه ممثلة أمريكية.[27]
- 12 أبريل – جاباري سميث لاعب كرة سلة أمريكي.
- 12 أبريل – سارة موريس ممثلة أمريكية.[28]
- 14 أبريل – روب ماكيلهيني ممثل أمريكي.
- 14 أبريل – سارة ميشيل غيلار ممثلة أمريكية.[29]
- 14 أبريل – نيت فوكس لاعب كرة سلة أمريكي.
- 18 أبريل – أوفي ستوري لاعب كرة سلة أمريكي.
- 18 أبريل – برايس جونسون ممثل أمريكي.[30]
- 19 أبريل – دان مكلينتوك لاعب كرة سلة أمريكي.
- 23 أبريل – إيريك إدلشتين ممثل أمريكي.
- 23 أبريل – جون سينا[31]
- 23 أبريل – كال بين
- 24 أبريل – اريك بلفور ممثل أمريكي.[32]
- 24 أبريل – جيكوب جاكس لاعب كرة سلة أمريكي.
- 25 أبريل – مارغريت مورو ممثلة أمريكية.
- 26 أبريل – توم ويلينغ
- 26 أبريل – جيسون إيرلز ممثل أمريكي.[33]
- 26 أبريل – روكسانا صابري صحفية أمريكية.
- 27 أبريل – كورتني ألكسندر لاعب كرة سلة أمريكي.
- 28 أبريل – مايكل كاربونارو ممثل أمريكي.
- 29 أبريل – تايتوس أونيل
- 30 أبريل – الكسندرا هولدن

### مايو
- 2 مايو – براين كاردينال لاعب كرة سلة أمريكي.
- 3 مايو – بن أولسن[34]
- 3 مايو – جيفري رستو
- 4 مايو – آرثي آغاروال ممثلة هندية.
- 8 مايو – جورج ريس لاعب كرة سلة أمريكي.
- 10 مايو – تود لوي ممثل أمريكي.
- 10 مايو – ميشيل فان جورب لاعبة كرة سلة أمريكية.
- 12 مايو – جيف لاسي ملاكم من الولايات المتحدة الأمريكية.
- 13 مايو – نيل هوبكنز ممثل أمريكي.
- 14 مايو – بوشا تي
- 16 مايو – لين كولينز ممثلة أمريكية.[35]
- 19 مايو – لاري أبني لاعب كرة سلة أمريكي.
- 20 مايو – أنجيلا غوتالس[36]
- 20 مايو – مات زوكري ممثل أمريكي.
- 21 مايو – أندريه شيبرد
- 23 مايو – باكاري هندريكس لاعب كرة سلة من الولايات المتحدة الأمريكية.
- 24 فبراير – فلويد مايويذر جونيور ملاكم من الولايات المتحدة الأمريكية.[18][18]
- 24 مايو – تامارين تاناسوجارن لاعبة كرة مضرب تايلندية.
- 26 مايو – تارا سنايدر لاعبة كرة مضرب أمريكية.
- 27 مايو – آرثر لي لاعب كرة سلة أمريكي.
- 28 مايو – إليزابيث هاسلبيك
- 31 مايو – إريك كريستيان أولسن ممثل أمريكي.

### يونيو
- 1 يونيو – أندريا بوجارت ممثلة أمريكية.[37]
- 1 يونيو – جيمس ستورم
- 1 يونيو – سارة وين كوليز ممثلة أمريكية.
- 2 يونيو – إيه جيه ستايلز مصارع محترف من الولايات المتحدة الأمريكية.
- 2 يونيو – زاكري كوينتو[38]
- 3 يونيو – جان مايكل غامبيل لاعب كرة مضرب أمريكي.
- 5 يونيو – تاميكا ويتمور لاعبة كرة سلة أمريكية.
- 5 يونيو – ليزا ويل ممثلة أمريكية.
- 5 يونيو – نافي روات ممثلة أمريكية.[39]
- 7 يونيو – خاير ماروفو حكم كرة قدم من الولايات المتحدة الأمريكية.
- 7 يونيو – كارميلو أنتروني لي لاعب كرة سلة بورتوريكي.
- 8 يونيو – كانييه ويست[40]
- 10 يونيو – جاستن بيلي
- 11 يونيو – ريان دان[41]
- 13 يونيو – إميلي هاريسون ممثلة أمريكية.[42]
- 15 يونيو – مايكل دوليك
- 20 يونيو – روني جين بيليفنز ممثل أمريكي.
- 20 يونيو – ستيفاني وايت لاعبة كرة سلة أمريكية.
- 22 يونيو – خوسيه كوتو
- 23 يونيو – جيسون مراز[43]
- 24 يونيو – مايكل حكيم جوردان
- 25 يونيو – جوش براتن ممثل أمريكي.
- 26 يونيو – كوينسي لويس لاعب كرة سلة أمريكي.
- 26 يونيو – مارك جيندراك مصارع محترف من الولايات المتحدة الأمريكية.
- 27 يونيو – رافي ريفيس لاعب كرة سلة فلبيني.
- 28 يونيو – ليندساي لي ووترز لاعبة كرة مضرب من الولايات المتحدة.
- 29 يونيو – شانون بوكس لاعبة كرة قدم أمريكية.[44]
- 30 يونيو – كولتون دن

### يوليو
- 1 يوليو – ليف تايلر[45]
- 6 يوليو – برادفورد يونغ مصور سينمائي أمريكي.
- 6 يوليو – كريس كلاك لاعب كرة سلة أمريكي.
- 7 يوليو – جيسون ليبريت ممثل أمريكي.
- 7 يوليو – فريد جينتري لاعب كرة سلة أمريكي.
- 8 يوليو – ميلو فينتميليا ممثل أمريكي.[46]
- 12 يوليو – بروك ليسنر انن.
- 13 يوليو – آشلي سكوت[47]
- 13 يوليو – كاري والغرين ممثلة أمريكية.[48]
- 15 يوليو – كيتانا بيكر[49]
- 15 يوليو – لانا باريلا ممثلة أمريكية.[50]
- 21 يوليو – تشاد هيرلي
- 25 يوليو – كيني توماس لاعب كرة سلة أمريكي.
- 27 يوليو – مارثا ماديسون ممثلة أمريكية.[51]
- 29 يوليو – دينجر ماوس
- 30 يوليو – بوتسي ثورنتون لاعب كرة سلة أمريكي.
- 30 يوليو – جايمي بريسلي[52]
- 30 يوليو – جيا دارلينغ ممثلة إباحية أمريكية.[53]
- 30 يوليو – ميستي ماي ترينور[54]

### أغسطس
- 2 أغسطس – إدوارد فورلونغ ممثل أمريكي.[55]
- 2 أغسطس – جميل واتكينز لاعب كرة سلة أمريكي.
- 3 أغسطس – كوري وليامز لاعب كرة سلة أمريكي.
- 4 أغسطس – توم برادي لاعب كرة قدم أمريكية.
- 5 أغسطس – لارون بروفيت لاعب كرة سلة أمريكي.
- 5 أغسطس – هونيكو
- 6 أغسطس – آشلي أتكينسون ممثلة أمريكية.[56]
- 7 أغسطس – نيت جيمس
- 8 أغسطس – ليندسي سلون
- 8 أغسطس – مايكل تشيرنوس ممثل أمريكي.
- 9 أغسطس – إيمي أودوكا
- 11 أغسطس – فينسون هاميلتون لاعب كرة سلة أمريكي.
- 13 أغسطس – كينيان ويكس لاعب كرة سلة من الولايات المتحدة الأمريكية.
- 14 أغسطس – ريتشي فراهم لاعب كرة سلة أمريكي.
- 18 أغسطس – ريكاردو غرير لاعب كرة سلة من الولايات المتحدة الأمريكية.
- 19 أغسطس – بروك مولر ممثلة من الولايات المتحدة الأمريكية.
- 19 أغسطس – شون ستونروك
- 22 أغسطس – إريك كامبل لاعب كرة سلة أمريكي.
- 23 أغسطس – آدم وينانت ملاكم من الولايات المتحدة الأمريكية.
- 23 أغسطس – تشاد فان سيكل ملاكم من الولايات المتحدة الأمريكية.
- 24 أغسطس – جون غرين[57]
- 25 أغسطس – جوناثان توجو
- 25 أغسطس – دييغو كوراليس ملاكم من الولايات المتحدة الأمريكية.[58]
- 26 أغسطس – تريب فيليبس لاعب كرة مضرب من الولايات المتحدة.
- 26 أغسطس – موريس بيترسون لاعب كرة سلة أمريكي.
- 29 أغسطس – جون أوبراين لاعب كرة قدم أمريكي.
- 29 أغسطس – ديفين جورج لاعب كرة سلة من الولايات المتحدة الأمريكية.
- 30 أغسطس – إيلدين هنسون ممثل أمريكي.
- 30 أغسطس – فليكس سانشيز[59]
- 30 أغسطس – مايكل غلاديس
- 31 أغسطس – جيف هاردي

### سبتمبر
- 1 سبتمبر – أدريان ويلكنسون ممثلة أمريكية.
- 5 سبتمبر – ناظر محمد لاعب كرة سلة أمريكي.
- 7 سبتمبر – متين كليفز لاعب كرة سلة أمريكي.
- 7 سبتمبر – مونيك غابرييلا كورنين ممثلة أمريكية.
- 8 سبتمبر – جيسون كولير لاعب كرة سلة أمريكي.[60]
- 8 سبتمبر – مات سانتانجيلو لاعب كرة سلة أمريكي.
- 8 سبتمبر – نيت جونسون لاعب كرة سلة من الولايات المتحدة الأمريكية.
- 11 سبتمبر – لوداكريس[61]
- 13 سبتمبر – فيونا آبل[62]
- 15 سبتمبر – جيسون تيري لاعب كرة سلة أمريكي.
- 17 سبتمبر – رودي هاتفيلد لاعب كرة سلة أمريكي.
- 17 سبتمبر – سام إسماعيل كاتب سيناريو أمريكي.
- 18 سبتمبر – باريت فوا ممثل أمريكي.[63]
- 18 سبتمبر – ديفيد رودريغيز ملاكم من الولايات المتحدة الأمريكية.
- 24 سبتمبر – كبير بادجا بياميلا لاعب كرة قدم أمريكية من الولايات المتحدة الأمريكية.
- 25 سبتمبر – جويل مور ممثل أمريكي.
- 25 سبتمبر – كلا دوفال ممثلة أمريكية.

### أكتوبر
- 1 أكتوبر – دوايت فيليبس منافِس ألعاب قوى من الولايات المتحدة الأمريكية.[64]
- 5 أكتوبر – تايرون إليس لاعب كرة سلة أمريكي.
- 6 أكتوبر – ويس رامزي ممثل أمريكي.
- 8 أكتوبر – جيمي ماركي ممثلة أمريكية.[65]
- 8 أكتوبر – دانيال بيس ممثل أمريكي.
- 8 أكتوبر – ريز هوفا[66]
- 11 أكتوبر – ديزموند ميسون لاعب كرة سلة أمريكي.
- 11 أكتوبر – ماثيو بومر ممثل أمريكي.[67]
- 11 أكتوبر – ماركوس جوري
- 11 أكتوبر – نابليون رابر من الولايات المتحدة الأمريكية.
- 12 أكتوبر – كينيون جونز لاعب كرة سلة من الولايات المتحدة الأمريكية.
- 12 أكتوبر – يونغ جيزي
- 13 أكتوبر – بول بيرس لاعب كرة سلة من الولايات المتحدة الأمريكية.
- 13 أكتوبر – دي جيه باول
- 13 أكتوبر – كيلي سانشيز ممثلة أمريكية.[68]
- 13 أكتوبر – مانويل كيسادا
- 14 أكتوبر – كيلي شوماخر لاعبة كرة سلة أمريكية.
- 16 أكتوبر – أماندا تيبي ممثلة أمريكية.
- 16 أكتوبر – جون ماير[69]
- 17 أكتوبر – أليمي بالارد ممثل أمريكي.
- 17 أكتوبر – بريان بيرتينو كاتب سيناريو ومخرج أفلام أمريكي.
- 18 أكتوبر – تيريل ماكنتاير لاعب كرة سلة من الولايات المتحدة الأمريكية.
- 21 أكتوبر – براينت سميث لاعب كرة سلة أمريكي.
- 23 أكتوبر – كيسي فرانك لاعب كرة سلة من الولايات المتحدة الأمريكية.
- 26 أكتوبر – بيلي كيز لاعب كرة سلة من الولايات المتحدة الأمريكية.
- 27 أكتوبر – زاب جودا ملاكم من الولايات المتحدة الأمريكية.
- 29 أكتوبر – جون أبراهامز

### نوفمبر
- 1 نوفمبر – إريك ترنر[70]
- 1 نوفمبر – جيك فوسكوهل لاعب كرة سلة أمريكي.
- 2 نوفمبر – رودني بوفورد لاعب كرة سلة أمريكي.
- 3 نوفمبر – أريا جيوفاني ممثلة إباحية أمريكية.[71]
- 6 نوفمبر – ميسون روكا لاعب كرة سلة أمريكي.
- 10 نوفمبر – بريتاني ميرفي ممثلة أمريكية.[72]
- 11 نوفمبر – سكوت مكنيري[73]
- 11 نوفمبر – ميشيل فييث ممثلة مكسيكية.
- 12 نوفمبر – راشيل دوليزال مدرسة وناشطة حقوق الإنسان.
- 14 نوفمبر – أوبي ترايس موسيقي أمريكي.[74]
- 14 نوفمبر – براين ديتزين ممثل أمريكي.
- 15 نوفمبر – جون هورويتز كاتب سيناريو أمريكي.[75]
- 15 نوفمبر – شون موراي ممثل أمريكي.
- 16 نوفمبر – ماغي جيلنهال[76]
- 18 نوفمبر – فابلوس[77]
- 20 نوفمبر – كوري ديويل
- 21 نوفمبر – مايكل باتيست لاعب كرة سلة من الولايات المتحدة الأمريكية.
- 24 نوفمبر – كولن هانكس ممثل أمريكي.[78]
- 25 نوفمبر – جيل فلينت[79]
- 25 نوفمبر – كريس كارول لاعب كرة سلة أمريكي.
- 28 نوفمبر – دان لانغي لاعب كرة سلة أمريكي.
- 28 نوفمبر – دميا ووكر لاعبة كرة سلة من الولايات المتحدة الأمريكية.
- 29 نوفمبر – أندي بانكو لاعب كرة سلة من الولايات المتحدة الأمريكية.
- 30 نوفمبر – ستيف أوكي منتج اسطوانات ودي جي أمريكي.
- 30 نوفمبر – نيلسن إيليس ممثل أمريكي.[80]

### ديسمبر
- 1 ديسمبر – براد ديلسون موسيقي أمريكي.[81]
- 1 ديسمبر – جاريد فوغل
- 2 ديسمبر – نيت غرين لاعب كرة سلة من الولايات المتحدة الأمريكية.
- 6 ديسمبر – جيلاني مكوي لاعب كرة سلة أمريكي.
- 7 ديسمبر – إسبن بوردسين لاعب كرة قدم نرويجي.[82]
- 7 ديسمبر – ستيفن برادفورد لاعب كرة سلة أمريكي.
- 7 ديسمبر – فرناندو فارغاس
- 12 ديسمبر – أورلاندو هدسون لاعب كرة قاعدة من الولايات المتحدة الأمريكية.[83]
- 12 ديسمبر – بريدجيت هال عارضة من الولايات المتحدة الأمريكية.[84]
- 15 ديسمبر – مارك ميزفنسكي
- 17 ديسمبر – جو تروي سميث لاعب كرة سلة من الولايات المتحدة الأمريكية.
- 23 ديسمبر – بول شيرلي لاعب كرة سلة أمريكي.[85]
- 24 ديسمبر – مايكل ريموند جيمس ممثل أمريكي.
- 30 ديسمبر – تونيا واشنطن لاعبة كرة سلة أمريكية.
- 30 ديسمبر – جيمي ألاباج
- 30 ديسمبر – كينيون مارتن لاعب كرة سلة أمريكي.
- 30 ديسمبر – ليلى محمد علي ملاكمة من الولايات المتحدة الأمريكية.[86]
- 31 ديسمبر – دونالد ترامب الابن[87]

## وفيات

### يناير
- 2 يناير – بيت كروس (مواليد 1948) لاعب كرة سلة أمريكي.

### فبراير
- 1 فبراير – إدموند هاميلتون (مواليد 1904)[88]
- 18 فبراير – أندي ديفين (مواليد 1905)[89]
- 28 فبراير – إدي روتشستر أندرسون (مواليد 1905)[90]

### مارس
- 14 مارس – هيلين فيرغسون (مواليد 1901) ممثلة أمريكية.[91]
- 22 يونيو – مارستون مورس (مواليد 1892) رياضياتي أمريكي.[92][92]

### أبريل
- 7 أبريل – جيم تومسون (مواليد 1906) كاتب أمريكي.[93]
- 10 أبريل – بوب هاريس (مواليد 1927) لاعب كرة سلة من الولايات المتحدة الأمريكية.
- 20 أبريل – ويلمر أليسون (مواليد 1904) لاعب كرة مضرب من الولايات المتحدة.[94]
- 27 أبريل – ستانلي آدامز (مواليد 1915)[95]
- 28 أبريل – ألفرد سميث (مواليد 1907) لاعب كرة قدم أمريكي.[96]

### مايو
- 9 مايو – جيمس جونز (مواليد 1921) مؤلف أمريكي.[97]
- 10 مايو – جوان كراوفورد (مواليد 1904) ممثلة أمريكية.[98]
- 26 مايو – تايرون إيفرت (مواليد 1953)
- 31 مايو – وليام كاسل (مواليد 1914)[99]

### يونيو
- 4 يونيو – إزادور تارلوف (مواليد 1905) طبيب من الولايات المتحدة الأمريكية.[100]
- 7 يونيو – ريموند كانون (مواليد 1892)[101]
- 13 يونيو – توم سي كلارك (مواليد 1899)[102]
- 14 يونيو – آلان ريد (مواليد 1907)[103]
- 20 يونيو – أبنر بيبرمان (مواليد 1909)[104]
- 22 يونيو – مارستون مورس (مواليد 1892) رياضياتي أمريكي.[92][92]
- 26 يونيو – والتر كينيدي (مواليد 1912) سياسي أمريكي.

### يوليو
- 3 يوليو – جيرترود أبركرومبي (مواليد 1909) رسامة أمريكية.[105]
- 7 يوليو – ريد والاس (مواليد 1918)
- 8 يوليو – كاثرين ستينسون (مواليد 1891) طيارة من الولايات المتحدة الأمريكية.[106]
- 9 يوليو – أليس بول (مواليد 1885)[107]
- 17 يوليو – بيلي غونسالفيس (مواليد 1908) لاعب كرة قدم أمريكي.
- 20 يوليو – كارتر ديهافن (مواليد 1886)[108]
- 23 يوليو – جيسي بيامز (مواليد 1898) فيزيائي أمريكي.[109]
- 25 يوليو – كريستوفر باتالينو (مواليد 1908) ملاكم من الولايات المتحدة الأمريكية.[110]

### أغسطس
- 1 أغسطس – فرانسيس چاري بوارز (مواليد 1929) طيار من الولايات المتحدة الأمريكية.
- 6 أغسطس – جو باكسي (مواليد 1922) ملاكم من الولايات المتحدة الأمريكية.
- 16 أغسطس – إلفيس بريسلي (مواليد 1935)[111]
- 19 أغسطس – غروتشو ماركس (مواليد 1890)[112]

### سبتمبر
- 2 سبتمبر – ستيفن دان (مواليد 1918)
- 9 سبتمبر – كينيث أودونيل (مواليد 1924) سياسي أمريكي.[113]
- 16 سبتمبر – جوني لوغان (مواليد 1921) لاعب كرة سلة أمريكي.
- 16 سبتمبر – ماريا كالاس (مواليد 1923)[114]
- 22 سبتمبر – توماس لون (مواليد 1904) ملاكم من الولايات المتحدة الأمريكية.[115]
- 27 سبتمبر – ويليس بوشي (مواليد 1907) ممثل أمريكي.
- 29 سبتمبر – روبرت مككمسون (مواليد 1910)[116]

### أكتوبر
- 14 أكتوبر – بينغ كروسبي (مواليد 1903)[117]
- 14 أكتوبر – فرانسيس ريان (مواليد 1908) لاعب كرة قدم أمريكي.
- 20 أكتوبر – روني فان زانت (مواليد 1948)[118]
- 25 أكتوبر – هيلين بادجلي (مواليد 1908)[119]
- 27 أكتوبر – جيمس كاين (مواليد 1892)[120]

### نوفمبر
- 9 نوفمبر – جيرترود أستور (مواليد 1887)[121]
- 19 نوفمبر - تشيستر آرنولد، إحاثي وعالم نبات أمريكي (مواليد 1901).
- 28 نوفمبر – تريفور بارديت (مواليد 1902) ممثل أمريكي.[122]

### ديسمبر
- 5 ديسمبر – كاثرين ميلهاوس (مواليد 1894)[123]
- 10 ديسمبر – أدولف روب (مواليد 1901)[124]
- 19 ديسمبر – نيللي تايلي روس (مواليد 1876) سياسية أمريكية.[125]
- 26 ديسمبر – هاورد هوكس (مواليد 1896)[126]